# (612719) 2003 WU188
(612719) 2003 WU188, também escrito como (612719) 2003 WU188, é um objeto transnetuniano que está localizado no cinturão de Kuiper, uma região do Sistema Solar. Ele é classificado como um cubewano. O mesmo possui uma magnitude absoluta de 5,7 e tem um diâmetro estimado com cerca de 178 quilômetros. Este corpo celeste é um sistema binário, o outro componente, o S/2007 (612719) 1, possui um diâmetro estimado em cerca de 129 quilômetros.

## Descoberta
(612719) 2003 WU188 foi descoberto no dia 24 de novembro de 2003 pelo astrônomo Marc W. Buie através do Observatório de Kitt Peak que está situado no Arizona, EUA.

## Órbita
A órbita de (612719) 2003 WU188 tem uma excentricidade de 0,039 e possui um semieixo maior de 44,281 UA. O seu periélio leva o mesmo a uma distância de 42,559 UA em relação ao Sol e seu afélio a 46,004 UA.